# 宜野座インターチェンジ
宜野座インターチェンジ（ぎのざインターチェンジ）は、沖縄県国頭郡宜野座村にある沖縄自動車道のインターチェンジである。

## 歴史
- 1975年（昭和50年）5月20日：石川IC - 許田IC間開通に伴い、供用開始[1]。

## 周辺
- 宜野座村営野球場
- 漢那ビーチ
- 宜野座ダム

## 道路
- E58 沖縄自動車道（9番）

## 接続する道路
- 直接接続
  - 国道329号（宜野座バイパス）

## 料金所
- ブース数：4

### 入口
- ブース数：2
  - ETC専用：1
  - 一般：1

### 出口
- ブース数：2
  - ETC専用：1
  - 一般：1

## バス停留所
バス停留所を併設しており、バス事業者では宜野座I・Cの呼称を使用している。
国道329号バイパスを交差した先の、旧道時代のインターチェンジ取り付け道路（2016年に宜野座村に移管され同村道となる）終点付近にある。当停留所停車時はいったん料金所を出る。両方向とも同一の停留所設備を使用する。
| 路線                              | 運行会社                                | 方面                                                                                             |
| --------------------------------- | --------------------------------------- | ------------------------------------------------------------------------------------------------ |
| [111] 高速バス ※117番は停車しない | 琉球バス交通 沖縄バス 那覇バス 東陽バス | 名護行き：世富慶 → 名護BT 那覇行き：金武IC → 石川IC → 沖縄南IC → 中城 → 国場 → 那覇BT → 那覇空港 |

前後のバス停
- 金武I・CBS - 宜野座I・CBS - 世冨慶バス停（国道58号上）

## 隣
E58 沖縄自動車道
(8) 金武IC - (9) 宜野座IC - (10) 許田IC

## 備考
- 国道329号の宜野座バイパスが2009年に名護方面から宜野座インターまで部分開通した際、当時の現道と結ぶ取り付け道路の区間が一時的に国に移管され（警戒標識などの設置者は「沖縄総合事務局」となっている）、自動車専用道路の規制が解除され自転車や125cc以下の二輪車なども通行可能となり、歩道が設置された。その後2016年に同バイパスが全線開通、並行する現道は国道指定解除され宜野座村に移管すると同時にインターチェンジの取り付け道路も宜野座村に移管され「村道宜野座インターチェンジ線」となった。